# Liste der Biografien/Boue
Liste der Biografien |
Portal Biografien |
Personensuche
# |
A |
B |
C |
D |
E |
F |
G |
H |
I |
J |
K |
L |
M |
N |
O |
P |
Q |
R |
S |
T |
U |
V |
W |
X |
Y |
Z |
?
 
Ba |
Be |
Bd |
Bg |
Bh |
Bi |
Bj |
Bl |
Bm |
Bn |
Bo |
Br |
Bs |
Bu |
Bw |
By |
Bz
 
Boa–Boc |
Bod |
Boe |
Bof |
Bog |
Boh |
Boi–Bok |
Bol |
Bom |
Bon |
Boo |
Bop |
Boq |
Bor |
Bos |
Bot |
Bou |
Bov–Boz
 
Boua |
Boub |
Bouc |
Boud |
Boue |
Bouf |
Boug |
Bouh |
Boui |
Bouj |
Bouk |
Boul |
Boum |
Boun |
Boup |
Bouq |
Bour |
Bous |
Bout |
Bouu |
Bouv |
Bouw |
Boux |
Bouy |
Bouz
Die Liste der Biografien führt alle Personen auf, die in der deutschsprachigen Wikipedia einen Artikel haben. Dieses ist eine Teilliste mit 16 Einträgen von Personen, deren Namen mit den Buchstaben „Boue“ beginnt.

## Boue
- Boué de Lapeyrère, Auguste (1852–1924), französischer Konteradmiral und Marineminister
- Boué, Ami (1794–1881), deutsch-österreichischer Geologe und Mediziner
- Boué, Jean (* 1961), deutscher Produzent, Autor und Filmemacher
- Boué, Monique (1928–2021), französische Turnerin
- Boué, Paul (1920–2016), deutscher Stahlbauingenieur
- Boué, Pierre (1677–1745), französischer Kaufmann, Reeder und Gründer einer Werft

### Boueb
- Bouebari, Franci (* 2003), französischer Fußballspieler

### Boued
- Bouédibéla, Patrice (* 1974), deutscher Fernsehmoderator mit deutsch-kongolesischen VorfahrenPatrice Bouédibéla (* 1974)

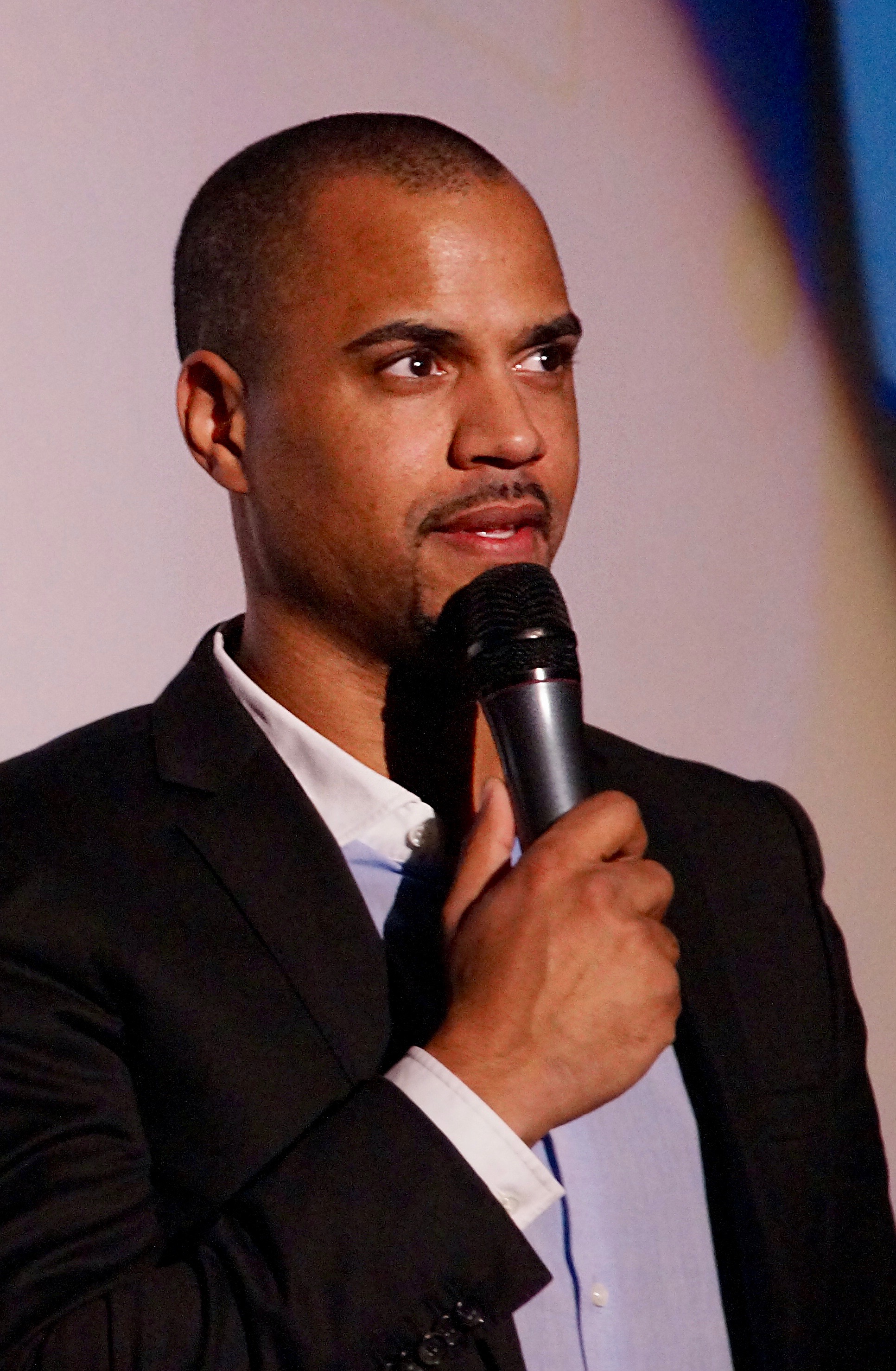
Patrice Bouédibéla (* 1974)

### Bouee
- Bouée, Charles-Édouard (* 1969), französischer Unternehmensberater

### Bouei
- Boueiz, Farès (* 1955), libanesischer Rechtsanwalt und Politiker christlichen Glaubens

### Bouel
- Bouele Bondo, Marcelle (* 1993), kongolesische Leichtathletin
- Bouelles, Charles de (1479–1567), französischer Philosoph und Theologe

### Bouer
- Bouerdick, Tobias (* 1995), deutscher Karambolagespieler

### Bouet
- Bouet, Christoph (* 1974), deutscher Maler und Musiker
- Bouet, Maxime (* 1986), französischer Radrennfahrer
- Bouet-Willaumez, Louis Edouard (1808–1871), französischer Admiral